# Sean Davis (futbolista estadounidense)
Sean Akira Davis (Long Branch, Nueva Jersey, Estados Unidos, 8 de febrero de 1993) es un futbolista estadounidense. Juega de centrocampista y su equipo es Los Angeles Galaxy de la Major League Soccer.

## Trayectoria

### Inicios
Creció en el municipio de Holmdel, Nueva Jersey. Davis formó parte de las inferiores del New York Red Bulls. Entre 2011 y 2014 jugó para los Duke Blue Devils de la Universidad de Duke. Disputó un total de 65 encuentros y fue capitán del equipo.
En su etapa de universitario, además jugó para el Carolina Dynamo de la USL PDL en 2013 y el New York Red Bulls sub-23 de la National Premier Soccer League. Ayudó a su equipo a conseguir el título de la NPSL de 2014, y asistió un gol en la final.

### New York Red Bulls
El 11 de diciembre de 2014, Davis fichó por el New York Red Bulls como jugador de cantera. Debutó profesionalmente el 4 de abril de 2015 con el New York Red Bulls II, equipo reserva del club en la USL, en la victoria por 4:1 sobre el Toronto FC II. El 17 de abril debutó en el primer equipo en la MLS, en la victoria por 2:0 ante el San Jose Earthquakes. Fue uno de los jugadores suplentes en la campaña de los Red Bulls de 2015, año en que el club se adjudicó el Supporters' Shield.
El 7 de agosto de 2016, Davis anotó su primer gol en la MLS en el empate 2:2 contra el LA Galaxy. El 27 de febrero de 2020 fue nombrado nuevo capitán del equipo. Davis es el primer jugador de cantera del equipo en lograr esto.

## Selección nacional
Davis formó parte de los campamentos de entrenamiento de la selección de Estados Unidos sub-17 entre 2008 y 2009.

## Estadísticas
Actualizado al último partido disputado el 7 de marzo de 2020.
| New York Red Bulls II Estados Unidos                                                         | 3.ª           | 2015          | 6   | 0 | -  | - | -  | - | 6   | 0 |
| New York Red Bulls II Estados Unidos                                                         | 3.ª           | 2016          | 5   | 1 | -  | - | -  | - | 5   | 1 |
| New York Red Bulls II Estados Unidos                                                         | Total club    | Total club    | 11  | 1 | 0  | 0 | 0  | 0 | 11  | 1 |
| New York Red Bulls Estados Unidos                                                            | 1.ª           | 2015          | 14  | 0 | 2  | 1 | -  | - | 16  | 1 |
| New York Red Bulls Estados Unidos                                                            | 1.ª           | 2016          | 21  | 2 | 2  | 0 | 4  | 0 | 27  | 2 |
| New York Red Bulls Estados Unidos                                                            | 1.ª           | 2017          | 30  | 2 | 5  | 0 | 2  | 0 | 37  | 2 |
| New York Red Bulls Estados Unidos                                                            | 1.ª           | 2018          | 36  | 0 | 1  | 0 | 5  | 1 | 42  | 1 |
| New York Red Bulls Estados Unidos                                                            | 1.ª           | 2019          | 31  | 0 | 1  | 0 | 4  | 1 | 36  | 1 |
| New York Red Bulls Estados Unidos                                                            | 1.ª           | 2020          | 2   | 0 | 0  | 0 | 0  | 0 | 2   | 0 |
| New York Red Bulls Estados Unidos                                                            | Total club    | Total club    | 134 | 4 | 11 | 1 | 15 | 2 | 160 | 7 |
| Total carrera                                                                                | Total carrera | Total carrera | 145 | 5 | 11 | 1 | 15 | 2 | 171 | 8 |
| (1) Incluye datos de la US Open Cup (2) Incluye datos de la Liga de Campeones de la Concacaf |               |               |     |   |    |   |    |   |     |   |

## Palmarés

### Títulos nacionales
| Título                 | Club               | País           | Año  |
| ---------------------- | ------------------ | -------------- | ---- |
| MLS Supporters' Shield | New York Red Bulls | Estados Unidos | 2015 |
| MLS Supporters' Shield | New York Red Bulls | Estados Unidos | 2018 |